# Antonio Ribera
Antonio Ribera i Jordà (Barcelona, 15 de enero de 1920-San Felíu de Codinas, Barcelona, 24 de septiembre de 2001) fue un reconocido escritor, ufólogo, traductor y submarinista español. Se le considera el «padre» de la ufología en España, publicando numerosos libros sobre el tema, siendo el cofundador del Centro de Estudios Interplanetarios (CEI) de Barcelona (1958). 
Fue invitado como ponente a numerosos congresos internacionales tanto en Europa como en América, dedicados a la temática ovni, asimismo fundó la desaparecida revista Horizonte, además de colaborar con diversas revistas paracientíficas, como Mundo Desconocido, Karma 7, Lumières dans la nuit (Francia) o la Flying Saucer Review (Reino Unido) entre otras. También colaboró en diversas revistas y diarios de carácter cultural y social como Pont Blau, La Nostra Revista, Tele-Estel, Xarxa o Avui. Fue miembro del PEN catalán y de la Asociación de Escritores en Lengua Catalana (AELC).
Se le considera un impulsor de la exploración submarina, siendo uno de los fundadores del Centro de Recuperación y de Investigaciones Submarinas (CRIS) (1953), publicando numerosas obras de divulgación al respecto. En 1975 dirigió la primera expedición española a la isla de Pascua (Operación Rapa Nui, 1975). 
Hablaba seis idiomas, dedicándose profesionalmente a la traducción de libros (más de trescientos), especialmente de obras inglesas al castellano. Escribió más de setenta libros, de temas tan variados como ufología, ciencia ficción, submarinismo o poesía.
En 1990 recibió la Creu de Sant Jordi, una de las máximas distinciones que otorga la Generalidad de Cataluña.

## Biografía
Nació el 15 de enero de 1920 en Barcelona, era hijo del escritor Ignasi Ribera-Rovira, presidente de la Asociación de la Prensa de Barcelona y fuertemente vinculado con Miguel de Unamuno. También fue cónsul de Rumanía en Barcelona.
Su vida escolar discurrió en varias escuelas, tales como Blanquerna, el Instituto Técnico Eulalia y el Instituto-Escuela Ausiàs March. Con profesores tan destacados como Jaume Vicens Vives, Marçal Olivar y Eduardo Valentí.
Residió durante varios años en Hungría y al volver a Cataluña estudió magisterio y filología románica en la Universidad de Barcelona.
Durante la Guerra Civil fue movilizado en la conocida quinta del biberón. Al terminar el conflicto armado, inició con sus primeras traducciones de textos ingleses, franceses, italianos y portugueses al castellano, como único medio de vida.
Contestatario con el régimen imperante, conectó con la resistencia cultural y política y se convirtió en el portavoz de Agustín Bartra, exiliado en México. También trabajó como corresponsal en Barcelona de la publicación catalano-mexicana La Nostra Revista, en la que escribió con los seudónimos de Joan de Malniu y Arnau de Ribesalbes. Su domicilio era sede habitual de reuniones clandestinas a las que acudían personas ligadas al catalanismo de posguerra.
En 1947 fue editor y director de la revista clandestina cultural Antología del Fets, les idees i els Homes d’Occident, que tenía como ideal convertirse en el contrapunto de la publicación elitista Ariel (también clandestina). Consecuencia de esto Ribera fue detenido por unos días. En 1950, con la excusa de que se publicaba en Italia, comenzó a editar la revista Occident, de la que únicamente aparecieron seis números, desapareciendo como consecuencia de la penuria económica endémica en este tipo de publicaciones.
Comenzó a interesarse por el fenómeno ovni en el verano de 1947, cuando por primera vez comienzan a aparecer en la prensa española noticias sobre "platillos volantes". Es en estos años cuando comienza a escribir sus primeros libros, tanto de poesía, teatro o ensayo, publicando libros como Terra de somni (1949) o El comte d'Arnau (1951).
Su trabajo como traductor le llevaría a la otra disciplina en la que destacó, el submarinismo, cuando en 1953 traduce al español The Silent World (El Mundo del Silencio) del comandante Jacques-Yves Cousteau, al que conocería poco tiempo después, teniendo la oportunidad de estar a bordo del "Calypso", desde el cual aumentó mucho sus conocimientos del mundo acuático y submarino. Posteriormente traduciría todas sus obras al castellano. También conoció a otros pioneros de la inmersión autónoma, como Eduardo Admetlla y los hermanos Vilarrubís, con quienes fundaría el Centro de Recuperación y de Investigaciones Submarinas (CRIS) (1953), siendo la primera entidad en su género de la península. En 1954 escribe Los hombres-peces, el primer libro escrito en España sobre esta temática, al que le seguirían muchos otros como La exploración submarina (1956), Enciclopedia del mar (1959) o  De Piccard al Nautilus (1962), entre otros, recibiendo en 1965 el premio Virgen del Carmen, otorgado por el Gobierno español por sus obras de divulgación submarina. Es en esta época cuando comienza a escribir novelas de ciencia ficción, principalmente centradas en temas subacuáticos y espaciales, como El gran poder del espacio (1957), Ellos (1959) o Los comandos de la humanidad (1961).

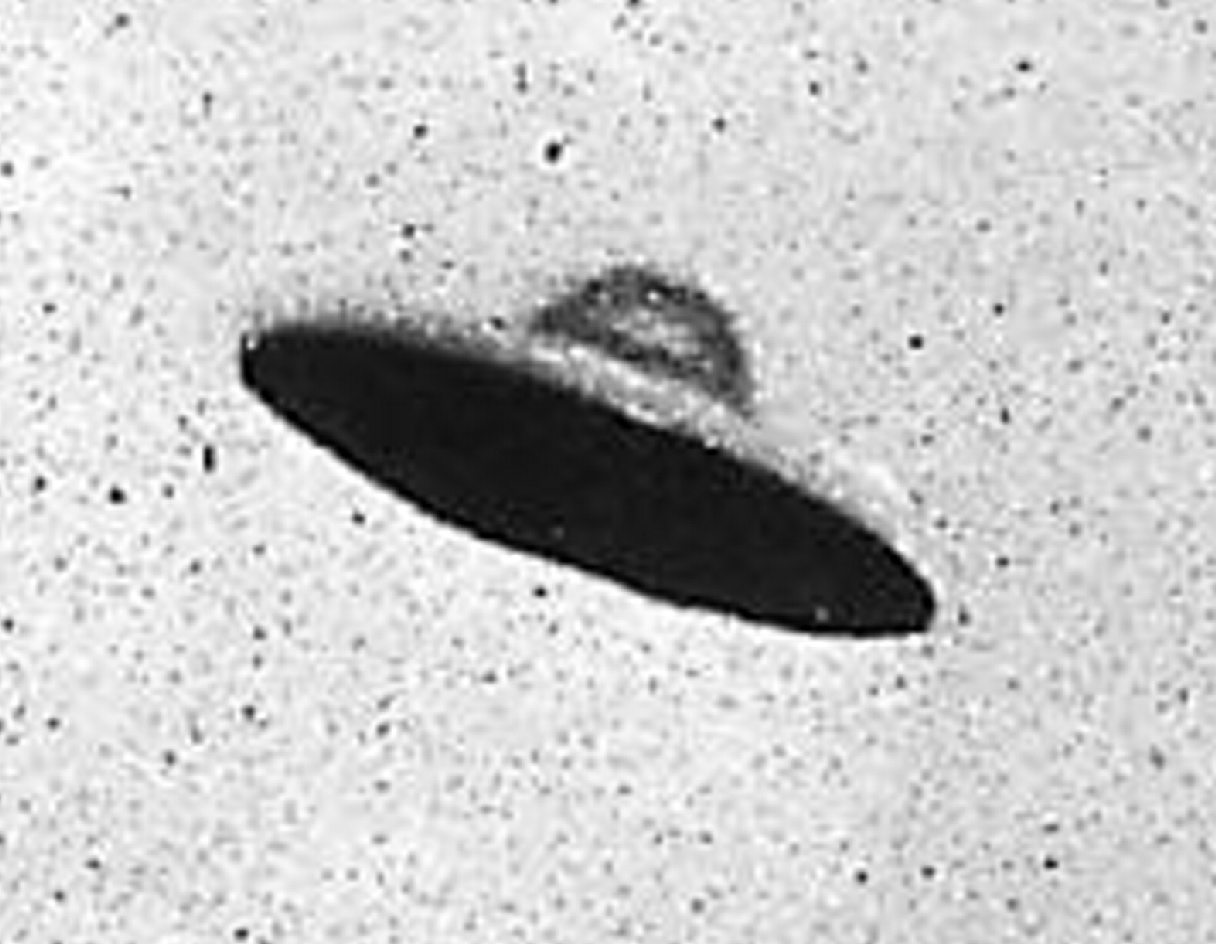
OVNI fotografiado el 31 de julio de 1952 en Nueva Jersey (EE. UU).

En 1958, junto a Eduardo Buelta, Marius Lleget y Antoni Pelegrí, funda el Centro de Estudios Interplanetarios (CEI), la primera asociación española dedicada al estudio del fenómeno ovni, ocupando en los primeros años el cargo de vicepresidente, siendo nombrado Presidente de honor en 1968. En 1961 publica su primer libro sobre ovnis, titulado Objetos desconocidos en el cielo, que algunos años después (1966), ampliaría y reeditaría con el nombre de El Gran Enigma de los Platillos Volantes, libro que se convertiría en todo un clásico dentro de la literatura ufológica. A partir de aquí publicaría numerosos libros de temática ovni, como Platillos Volantes en Iberoamérica y España (1969), Proceso a los ovni (1969) o Los platillos volantes ante la cámara (1969). 
Por encargo de Plaza & Janés dirige en 1968 la revista Horizonte, versión española de Planète, publicación francesa creada por Jacques Bergier y Louis Pauwels. La revista desapareció en junio de 1971 (16 números), convirtiéndose en la publicación pionera en la divulgación de la fenomenología ovni en España.
En 1969 escribe Un caso perfecto, primer libro que dedica al asunto Ummo, caso del que estuvo muy involucrado desde el primer momento, y cuyas investigaciones no cesarían a lo largo de toda su vida. Consecuencias de ellas fueron los libros El misterio de Ummo (1979), Ummo: la increíble verdad (1985) y Ummo informa a la Tierra (1987).

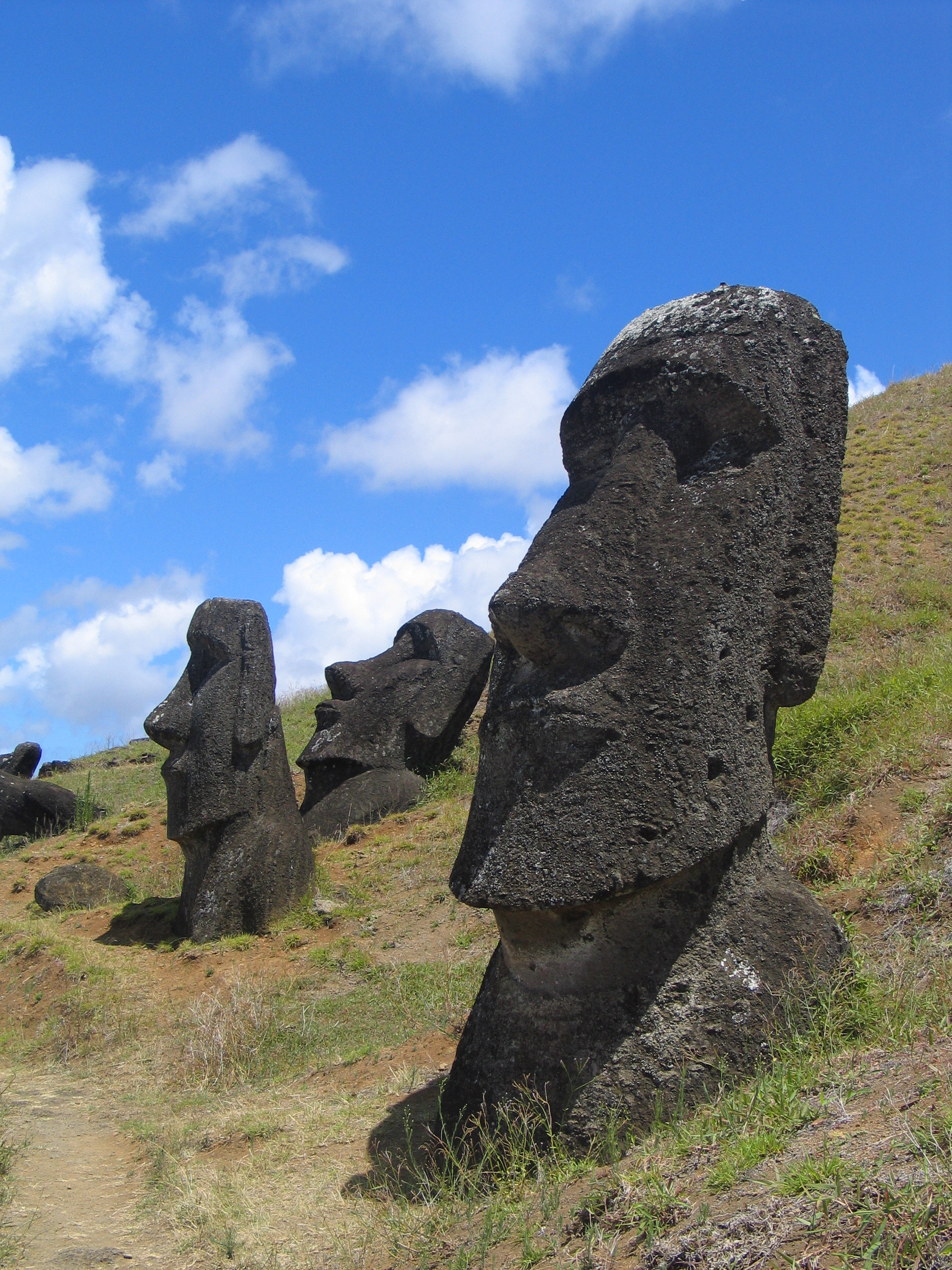
Moáis de la Isla de Pascua.

Junto al prestigioso arqueólogo menorquín J. Mascaró i Pasarius organiza en 1975 la «Operación Rapa-Nui», con la que viaja a la Isla de Pascua para investigar algunos aspectos desconocidos de la historia de ese enigmático territorio enclavado en pleno Pacífico. Allí también participa en la actividad submarina, localizando los restos de varios moáis (las misteriosas estatuas pascuences) sumergidas a pocos metros de la costa. Tras aquella aventura escribió un libro que llevó el título de la expedición.
En 1977 interviene en la organización del I Congreso Nacional de Ufología en Barcelona y en 1979 es invitado a la Cámara de los Lores británica dentro del marco del UFO Study Group (Grupo de Estudio Ovni), siendo el primer conferenciante no anglosajón en disertar en dicha cámara.
A partir de los años 80 se dedica a escribir principalmente sobre el fenómeno ovni, publicando títulos como Secuestrados por extraterrestres (1981), Las máquinas del cosmos (1983), Contactados y abducidos (1995), entre otros.
Murió el 24 de septiembre del 2001, a los 81 años de edad, en una residencia geriátrica de La Garriga, próxima a San Feliu de Codinas (Barcelona), localidad en la que vivía desde 1970.

## Obras

### Poesía
- Terra de somni (1949)
- El comte d'Aranu (1951)

### Teatro
- Llibre dels retorns (1957, ed. Moll)

### Novela
- El misterio de los hombres-peces (1955, ed. Edhasa)
- Llibre dels set somnis (1955, Albertí Editor)
- Coral de sang (1957, Albertí Editor)
- El gran poder del espacio (1957, ed. Edhasa)
- Ellos (1959, ed. Edhasa)
- Fin (1963, ed. Cenit)
- Los comandos de la humanidad (1964, ed. Edhasa)
- De cara al futur (1966, ed. Mediterrania)
- El documento (1984, ed. Planeta)
- Mutatis, mutandis (1986, ed. Juan Granica)
- El día dels mutants (1992, ed. Barcanova)
- La meva àvia, la planta (2000, Pagès Editores)